# Athanasios Gromitsaris
Athanasios Gromitsaris ist ein Rechtswissenschaftler und Hochschullehrer.

## Leben
Gromitsaris studierte Rechtswissenschaft an den Universitäten Athen und Münster. Im Jahre 1989 promovierte er in Münster mit einer Schrift zur Theorie der Rechtsnormen bei Rudolf von Jhering. Im Jahr 2004 habilitierte er sich an der Friedrich-Schiller-Universität Jena an der rechtswissenschaftlichen Fakultät. In der Folge übernahm er Lehrstuhlvertretungen in Jena, München, Siegen und Dresden. Gromitsaris forscht insbesondere zum Verfassungs- und Verwaltungsrecht, zum öffentlichen Wirtschaftsrecht, zur Rechtsvergleichung, zur Rechtssoziologie sowie zur Rechtstheorie. Er ist Mitherausgeber und einer der Chefredakteure der Fachzeitschrift Rechtstheorie.

## Schriften (Auswahl)
- Theorie der Rechtsnormen bei Rudolph von Jhering. Eine Untersuchung der Grundlagen des deutschen Rechtsrealismus (Zugl.: Münster (Westfalen), Univ., Diss., 1987), Duncker & Humblot, Berlin 1989, ISBN 978-3-428-06580-6.
- Normativität und sozialer Geltungsgrund des Rechts. Zur Revision und Reformulierung der Normentheorie von Theodor Geiger, Duncker & Humblot, Berlin 1992, ISBN 978-3-428-07228-6.
- Rechtsgrund und Haftungsauslösung im Staatshaftungsrecht. Eine Untersuchung auf europarechtlicher und rechtsvergleichender Grundlage (Zugl.: Jena, Univ., Habil.-Schr., 2004), Duncker & Humblot, Berlin 2006, ISBN 978-3-428-12029-1.
- mit Georgios Dimitropoulos, Martin Schulte (Hrsg.): Staatsreform für ein besseres Europa, Duncker & Humblot, Berlin 2016, ISBN 978-3-428-14858-5.
- Rechtsakt in rechtssoziologischer Perspektive. Nebst einem Vergleich von Rechtssoziologie und Philosophie der Rechtsgeschichte. Ein Beitrag zum interdisziplinären Seminar 2017/2018 „Akt, Zufall und Recht“, Nomos, Baden-Baden 2021, ISBN 978-3-8487-7824-9.